# 董阳
董阳（1983年1月14日—），男，中国足球运动员，能出任从前锋到后卫的多个位置，目前效力于中超球队贵州人和。
董阳曾经被申花送往巴西留学，当时主要担任前锋，但是回国进入一线队后，因为他的身高等原因，逐渐成为后卫的人选。2007年初，他曾加盟上海联城，但不料几周后联城就与申花合并，董阳辗转一番又回到了申花，不过球衣号码从28号成为了37号。2008年初，他与其他46名球员一起被申花挂牌，但是由于当时有伤在身，并未有人问津，只能随预备队训练。2009年初，董阳加盟刚刚迁回上海的浦东中邦，并担任球队队长。
2011年，董阳转会回到家乡球队北京八喜。